# Immeuble au 1, rue du Havre à Mulhouse
L'immeuble au 1, rue du Havre est un monument historique situé à Mulhouse, dans le département français du Haut-Rhin.

## Localisation
Ce bâtiment est situé au 1, rue du Havre et au 12, rue du Maréchal-Joffre à Mulhouse.

## Historique
L'édifice fait l'objet d'une inscription au titre des monuments historiques depuis 1986.